# کاظم نوربخش
کاظم نوربخش (زادهٔ ۱ مهر ۱۳۵۵) بازیگر اهل ایران است. وی با بازی در سریال نون خ به شهرت رسیده است.

## زندگی‌نامه
او در ۱ مهر ۱۳۵۵ در بیجارکردستان زاده شده است. دیپلم ادبیات دارد. نوربخش در سال ۱۳۸۲ وقتی ۲۷ ساله بود ازدواج کرد و دو فرزند دختر دارد.

## دوران حرفه‌ای
نوربخش، هر چند پیش‌تر سابقهٔ بازیگری داشته است، اما آنچه او را معروف کرد، سریال نون خ است. از سال ۱۳۸۴ کارگردانی را به صورت مشترک با رضا حیدری برای نمایش یک شهر و یک صحبت شروع کرد و اکنون دبیر انجمن نمایش کوهستان بیجار است.

### آغاز از تئاتر مدرسهٔ بیجار
از سال ۱۳۶۷ وقتی تنها ۱۲ سال داشت از تئاتر مدرسه آغاز کرد و در همین سال در جشنوارهٔ دانش‌آموزی نفر اول شد.

### درخشش در جشنوارهٔ استانی
بعد از تکرار عنوان بهترین بازیگر جشنوارهٔ دانش‌آموزی در سال ۶۹ توانست در بخش استانی نیز حاضر شود و سال ۱۳۷۰ بازیگر منتخب کردستان لقب بگیرد.

### در جلوی دوربین
نوربخش تا سال ۱۳۸۲ بعنوان بازیگر در تئاتر و جشنواره‌های خیابانی حاضر بود تا اینکه از سال ۱۳۸۴ با فیلم کوتاه درس اول بازی حرفه‌ای در جلوی دوربین را نیز تجربه کرد.

### حضور در ورکشاپ‌های هنری
در ادامهٔ فعالیت‌های هنری خود سال ۹۰ تا ۹۱ به مدت یکسال در تهران زیر نظر استاد پرویز برید دورهٔ خلاقیت و بداهه‌پردازی در تئاتر را طی کرد.

### شهرت با سریال نون خ
نوربخش در سال ۱۳۹۸ به دعوت سعید آقاخانی به سریال نون خ پیوست.

## آثار

### نمایش خانگی
| سال  | نام فیلم              | نقش           | کارگردان                     | توضیحات                             |
| ---- | --------------------- | ------------- | ---------------------------- | ----------------------------------- |
| ۱۴۰۳ | عالیجناب (رئالیتی شو) |               | علیرضا کریم زاده             | پخش شده در پلفترم نما فیلم          |
| ۱۴۰۱ | روزی روزگاری مریخ     | ابی، ابراهیم  | پیمان قاسم خانی و محسن چگینی | پخش شده در پلفترم‌های نماوا و فیلیمو |
| ۱۴۰۱ | راز بقا               | محافظ قاچاقچی | سعید آقاخانی                 | پخش شده در پلفترم فیلم‌نت            |

### فیلم
| سال  | نام فیلم | نقش | کارگردان     | توضیحات    |
| ---- | -------- | --- | ------------ | ---------- |
| ۱۳۸۴ | درس اول  |     |              | فیلم کوتاه |
| ۱۳۹۹ | لب خط    | اسی | علی جبارزاده | سینمایی    |

### مجموعه تلویزیونی
| سال  | نام سریال    | نقش               | کارگردان           | توضیحات                   |
| ---- | ------------ | ----------------- | ------------------ | ------------------------- |
| ۱۳۸۴ | گل و خوب     |                   | ستار چمنی گل       | شبکه کردستان              |
| ۱۳۹۸ | نون خ ۱      | سلمان پیشه‌ور      | سعید آقاخانی       | پخش در نوروز ۱۳۹۸         |
| ۱۳۹۹ | نون خ ۲      | سلمان پیشه‌ور      | سعید آقاخانی       | پخش در رمضان ۱۳۹۹         |
| ۱۴۰۰ | نون خ ۳      | سلمان پیشه‌ور      | سعید آقاخانی       | پخش در نوروز ۱۴۰۰         |
| ۱۴۰۲ | نون خ ۴      | سلمان پیشه‌ور      | سعید آقاخانی       | پخش در نوروز و رمضان ۱۴۰۲ |
| ۱۴۰۳ | نون خ ۵      | سلمان پیشه‌ور      | سعید آقاخانی       | پخش در بهار ۱۴۰۳          |
| ۱۴۰۲ | چرخ گردون ۲  | نگهبان‌پارک معجونی | جواد مزدآبادی      | پخش در بهار ۱۴۰۳          |
| ۱۴۰۳ | با عرض معذرت |                   | محمدرضا حاجی‌غلامی  | پخش در رمضان و نوروز ۱۴۰۴ |
| ۱۴۰۳ | لمندگان      | پلیس              | محمد صادق بکتاشیان | پخش در بهار ۱۴۰۴          |
| ۱۴۰۳ | یزدان        |                   | منوچهر هادی        | پخش در بهار ۱۴۰۴          |

### تئاتر
| سال  | نام تئاتر              | نقش     | کارگردان | توضیحات         |
| ---- | ---------------------- | ------- | -------- | --------------- |
| ۱۳۸۴ | نمایش یک شهر و یک صحبت | مش صحبت | خودش     | کارگردانی مشترک |